# سيادة السود
تفوق العرق الأسود هو اعتقاد وفكر عنصري يزعم تفوق الأشخاص السود على جميع الأعراق الأخرى. استخدم مركز قانون الحاجة الجنوبي هذا المصطلح.

## المجموعات التي تعتنق آراء تفوق العرق الأسود
هناك العديد من المجموعات الصغيرة التي تعتنق أو تشجع معتقد وفكرة تفوق العرق الأسود. وصف المؤرخ ديفيد مارك تشالمرز David Mark Chalmers منظمة SPLC أو مركز قانون الحاجة الجنوبي بأنها مصدر شامل وكامل عن جميع الجماعات اليمينة المتطرفة. ومركز قانون الحاجة هو منظمة أميركية غير ربحية، تعمل على مراقبة جميع نشاطات المتطرفين والمجموعات الكارهة في الولايات المتحدة.
صنف مؤلفو مجلة Intelligence Reports التابعة لمنظمة SPLC الجماعات التالية ضمن مجموعة المنظمات والحركات التي تحمل أفكار تفوق العرق الأسود:
- كنيسة الرب الإسرائيلية في يسوع المسيح والتي تدعى اختصاراً بـ ICGJC، ومقرها مدينة نيويورك الأميركية. وُصفت الكنيسة عام 2008 من قبل منظمة SPLC بكونها «طائفة من داعمي تفوق العرق الأسود»، وهي جزء متنامي من جناح حركة الإسرائيليين العبرية. تعترف الكنيسة بالعهدين القديم والجديد والأسفار القانونية الثانية كنوع من الوحي الكتابي، كما يؤمن أتباعها بنهاية العالم والقيامة.[3]
- المدرسة الإسرائيلية للمعرفة العملية العالمية، والتي تدعى اختصاراً بـ ISUPK. ويقع مقرها في بلدة داربي العليا ضمن ولاية فيلادلفيا.[4]

أمة يهوه، وهي جماعة دينية في الولايات المتحدة صنفتها منظمة SPLC ضمن مجموعة المنظمات التي تدعي تفوق العرق الأسود. يمكن اعتبار أفكارها فرعاً من معتقدات الإسرائيليين العبريين السود. أنشأ هذه الجماعة أميركي يدعى هولن ميتشل جونيور، والذي لقب نفسه باسم (يهوه بن يهوه)، والذي يعني «الرب ابن الرب» بالعبرية. ازداد أعضاء الجماعة وانتشرت بسرعة كبيرة في ثمانينيات القرن الماضي، ويقع مقرها الرئيسي في مدينة ميامي في ولاية فلوريدا، كما أنشأ أتباعها معابداً في 22 ولاية أميركية.
- أمة Nuwaubian، والتي أوجدها الأميركي دوايت يورك Dwight York. صنفتها منظمة SPLC ضمن الجماعات والمنظمات التي تدافع عن فكرة تفوق العرق الأسود على بقية الأعراق، وخاصة البيض. ووفقاً لمنظمة SPLC، تتضمن تعاليم يورك، مؤسس هذه الديانة، وصف البيض بالشياطين والفارغين من القلب والروح، كما يعتقد أتباع الديانة أن لون البشرة الأبيض ناتجٌ عن الجذام والضعف الجيني.

إن هذه الديانة مزيج مضطرب من أفكار تفوق العرق الأسود، والإيمان بالفضائيين وعبادة المصريين القدماء والأهرامات التي بنوها. بالإضافة إلى تصديق العديد من نظريات المؤامرة كالماسونية والحكومة العالمية.
- وهناك أيضاً حركة «أمة الإسلام»، وهي حركة أفريقية سياسية ودينية ظهرت في الولايات المتحدة. وصفت وكالة الأسوشيتد برس تعاليمها حتى عام 1975 بالعنصرية والداعمة لتفوق العرق الأسود، إلى أن استلم قيادتها وارث الدين محمد خلفاً لأبيه.